# Брудно (Люблінське воєводство)
Брудно (пол. Brudno) — село в Польщі, у гміні Парчів Парчівського повіту Люблінського воєводства.
Населення — 159 осіб (2011).
У 1975-1998 роках село належало до Білопідляського воєводства.

## Демографія
Демографічна структура станом на 31 березня 2011 року:
|          | Загалом | Допрацездатний вік | Працездатний вік | Постпрацездатний вік |
| -------- | ------- | ------------------ | ---------------- | -------------------- |
| Чоловіки | 76      | 17                 | 50               | 9                    |
| Жінки    | 83      | 11                 | 51               | 21                   |
| Разом    | 159     | 28                 | 101              | 30                   |